# Lancaster (New York)
Lancaster ist eine US-amerikanische Town im Erie County des Bundesstaats New York. Das Ortsgebiet umschließt das gleichnamige Village Lancaster vollständig und umfasst den östlichen Teil des Villages Depew. Das U.S. Census Bureau hat bei der Volkszählung 2020 eine Einwohnerzahl von 45.106 ermittelt.

## Geografie
Die Stadt liegt an der nördlichen und östlichen Seite des Erie County. Das Zentrum von Lancaster liegt 14 Meilen (23 km) östlich des Stadtzentrums von Buffalo. Clarence liegt im Norden, und Elma liegt im Süden. Alden liegt im Osten, und Cheektowaga liegt im Westen.

## Geschichte
Im Jahr 1803 verkaufte die Holland Land Company ihr erstes Grundstück in der zukünftigen Stadt. Die Stadt Lancaster wurde 1833 aus der Stadt Clarence gebildet. Die Stadt wurde nach Lancaster, Massachusetts, benannt, aber der Grund für die Verwendung dieses Namens ist nicht bekannt. Ursprünglich wurde die Siedlung Cayuga Creek genannt.
Lancaster hat das älteste Steinbauwerk im Erie County, das Warren Hull House. Es wurde 1992 in das National Register of Historic Places aufgenommen. Ebenfalls in der Stadt befindet sich die Gipple Cabin, das älteste Holzgebäude im Erie County. Die Hütte befindet sich auf einem Privatgrundstück südlich der nördlichen Stadtgrenze. Die Hütte wurde im Herbst 2013 abgebaut und zur Konservierung auf das Grundstück des Hull House verlegt. Nach Angaben der Lancaster Bee News wurde sie in einer Scheune auf dem ursprünglichen Grundstück gelagert und nicht zur Restaurierung mitgenommen. Die Lancaster District School No. 6 wurde 2008 in das National Register of Historic Places aufgenommen.
Im Jahr 1857 wurde die südliche Hälfte der Stadt genommen, um die Stadt Elma zu bilden. Einst eine Kleinstadt mit typischer Kleinstadtatmosphäre, hat sich Lancaster in den letzten Jahren zu einer Vorstadtgemeinde entwickelt. In den frühen 1990er Jahren erlebte die Stadt eine Periode schnellen Wachstums, mit viel Entwicklung in den südlichen und östlichen Teilen der Stadt.

## Demografie
Nach der Volkszählung von 2019 leben in Lancaster 41.604 Menschen. Die Bevölkerung teilt sich 2019 auf in 96,3 % Weiße, 2,0 % Afroamerikaner, 0,2 % amerikanische Ureinwohner, 0,8 % Asiaten und 0,5 % mit zwei oder mehr Ethnizitäten. Hispanics oder Latinos aller Ethnien machten 2,2 % der Bevölkerung aus.

## Infrastruktur

### Verkehr
Interstate 90 durchquert das Gebiet der Town in Ost-West-Ausrichtung, U.S. Highway 20 in Nord-Süd-Richtung.
Eine Bahnstrecke der Depew, Lancaster and Western Railroad bindet Lancaster an das amerikanische Schienengüterverkehrsnetz an.

## Söhne und Töchter der Stadt
- Dorothy Thompson (1893–1961), Schriftstellerin und Journalistin